# Pierre Glasson

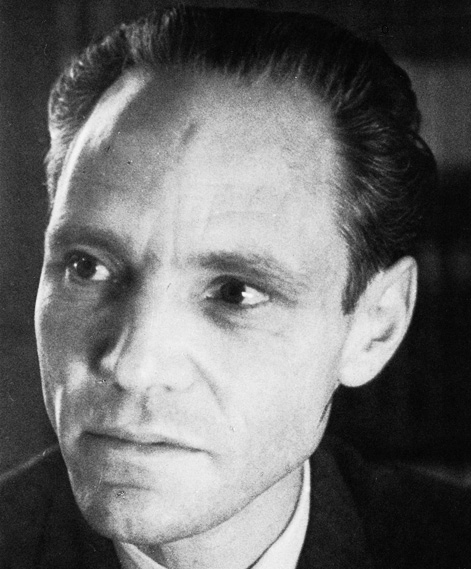
Pierre Glasson

Pierre Glasson (* 28. April 1907 in Bulle; † 4. Mai 1991 in Freiburg, heimatberechtigt in Bulle) war ein Schweizer Politiker (FDP).

## Biografie
Nach dem Besuch der Schulen in Bulle und Freiburg im Üechtland, begann Glasson das Studium der Rechtswissenschaften in Freiburg im Breisgau, Berlin und Göttingen. 1937 wurde er zum Doktor promoviert. Ein Jahr später war er bis 1946 als Anwalt in Bulle tätig.
1941 wurde er in den Grossen Rat des Kantons Freiburg gewählt und ein Jahr später in den Gemeinderat von Bulle. Beide Ämter gab er im Jahr 1946 auf. Er war dann als Präsident des Gewerbevereins Cercle des arts et métiers in Bulle und der Greyerzer Freisinnigen aktiv. Glasson errang weiter Popularität, als er 1944 die Anführer des Tumults von Bulle verteidigte. 1946 gelang ihm der Einzug in den Staatsrat, indem er den konservativen Joseph Piller verdrängte. Dort war er bis 1959 Vorsteher des Departements für Justiz-, Gemeinde- und Pfarreiwesen. Ebenfalls im Jahr 1946 wurde er in den Nationalrat gewählt, konnte aber seinen Sitz aufgrund der Gewaltentrennung erst ab 1951 bis 1971 besetzen. Weiter war er ab 1946 Präsident der FDP Freiburg sowie von 1964 bis 1968 der FDP Schweiz.
Aus eigenem Entschluss schlug er 1959 eine neue Laufbahn in der Privatwirtschaft ein und verliess die Freiburger Regierung. Er war fortan in der Tabak- und Schokoladenindustrie tätig. Glasson engagierte sich kulturell sehr und stand als Mäzen von 1963 bis 1983 dem Musikkorps der Landwehr vor.
In der Schweizer Armee war er Oberstbrigadier, befehligte die Grenzbrigade 2 und war von 1958 bis 1961 Zentralpräsident der Schweizerischen Offiziersgesellschaft.